# Paso San Sebastián
San Sebastián es un paso fronterizo entre la República Argentina y República de Chile. Se ubica al norte de la isla Grande de Tierra del Fuego, a 250 m de la Bahía San Sebastián y a 12 km del límite internacional. Une el Departamento Río Grande en la Provincia de Tierra del Fuego, Antártida e Islas del Atlántico Sur con las comunas Primavera, Porvenir y Timaukel de la Región de Magallanes y de la Antártica Chilena.
Se encuentra habilitado permanentemente y se accede por vía terrestre al sector argentino de la Isla Grande de Tierra del Fuego desde la zona insular chilena. Para llegar allí es necesario viajar por territorio chileno, previo cruce marítimo en transbordador por el Estrecho de Magallanes, ya sea por los cruces de Primera Angostura o Segunda Angostura.
Se destaca por ser la única vía de comunicación terrestre/marítima con el resto del continente.

## Servicios
En San Sebastián existe una oficina de Administración Nacional de Aduanas y dependencias de Gendarmería Nacional Argentina, y un pequeño asentamiento poblacional, con escuela y hostería con servicio de restaurante, perteneciente al Automóvil Club Argentino.